# Клубът на червенокосите
„Клубът на червенокосите“ (на английски: The Adventure of the Red-Headed League) е разказ на писателя Артър Конан Дойл за известния детектив Шерлок Холмс. За първи път е публикуван през 1891 г. в списание „Странд“ (The Strand Magazine), с илюстрации от Сидни Паджет. Включен е в сборника „Приключенията на Шерлок Холмс“, публикуван през 1892 година.

## Сюжет
Внимание:  Текстът по-долу разкрива сюжета на произведението (или части от него)!
За помощ към Холмс се обръща собственикът на малка заложна къща, г-н Джейбс Уилсън. Той е станал участник в много странни събития и поради това моли Холмс да му обясни какво наистина се е случило.
Преди известно време, асистентът на Уилсън, Винсънт Сполдинг, представя на вниманието на шефа си една интересна обява. Американски милионер, който има много червена коса, създава организацията „Клуб на червенокосите“, в която може да постъпи на работа всеки естествено червенокос мъж и срещу номинална работа да получи много добро заплащане. Тъй като Уилсън има много красива червена коса, решава да се кандидатира. На посочения във вестника адрес се тълпят огромен брой червенокоси хора и виждайки това, Уилсън счита, че няма да получи престижното място. Той обаче е одобрен след интервюто с представителя на клуба, Дънкан Рос, който отбелязва, че косата на Уилсън е с нужния цвят.
Работата изглежда доста безсмислена: Уилсън трябва да идва всяка сутрин в офиса на Клуба и ръчно да преписва многотомната Енциклопедия Британика. Уилсън първоначално си мисли, че това е някаква шега, но всяка седмица г-н Рос му плаща значителна сума пари. Това продължава в течение на 8 седмици, след което на вратата на офиса е поставено съобщение, че Клубът на червенокосите се разпуска. Озадачен от случилото се, Уилсън се обръща към Шерлок Холмс за разяснение.
Холмс разпитва Уилсън за подробности за асистента му Сполдинг, за външния му вид и поведението му. Особено внимание Холмс обръща на две неща: Сполдинг постоянно ходи до мазето, тъй като се занимава с фотография, и на лицето му има изгаряне от киселина.
Холмс предлага на Уотсън да посетят офиса на Уилсън. Холмс, преструвайки се на посетител, се запознава със Сполдинг, след което разглежда къщите и учрежденията около офиса на Уилсън. След това Холмс казва на Уотсън, че се подготвя голямо престъпление.
Вечерта Холмс кани Уотсън да участва в залавянето на опасните престъпници. Заедно с полицейския инспектор Джоунс и директора на банката Мериуедър, те правят засада в банковия трезор, където се съхраняват златни монети. Холмс пояснява, че предстои сблъсък с Джон Клей, изключително находчив и опасен убиец, крадец и фалшификатор. Действително успяват да осуетят опит за обир, а Джон Клей и съучастникът му са арестувани.
На следващия ден Холмс разяснява мистерията пред Уотсън. Цялата идея с „Клубът на червенокосите“ има само една цел: да се изведат ежедневно всички от къщата на Уилсън. Научил, че Сполдинг постоянно ходи до мазето, и виждайки панталоните му, които са изцапани и намачкани, Холмс осъзнава, че Сполдинг копае тунел. Тъй като офисът на Уилсън се намира в близост до Градската и Областната банка, Холмс предполага, че се готви обир именно на тази банка. Освен това, виждайки „Сполдинг“, Холмс веднага разпознава известния му Джон Клей.

## Адаптации
Разказът е екранизиран през 1921 г. във Великобритания в едноименния филм с участието на Ейли Норууд в ролята на Холмс, и Хюбърт Уилис като Уотсън.
През 1951 г. отново е филмиран във Великобритания с участието на Алън Уитли в ролята на Холмс, и Реймънд Франсис в ролята на Уотсън, през 1954 г. с участието съответно на Роналд Хауърд и Хауърд Марион Кроуфърд, а през 1965 г. с участието на Дъглас Уилмър и Нейджъл Сток.
Екранизиран е през 1967 г. в Германия с участието на Ерих Счелов в ролята на Холмс и Пол Едвин Рот като Уотсън.
През 1985 г. е адаптиран отново във Великобритания с Джеръми Брет като Холмс и Дейвид Бърк като Уотсън. 